# Promachus turinus
Promachus turinus là một loài ruồi trong họ Asilidae. Promachus turinus được Walker miêu tả năm 1849. Loài này phân bố ở vùng nhiệt đới châu Phi.